# Histoire de l'éthique
 (décembre 2014).
L’éthique a connu de nombreuses modifications et transformations au cours de l’Histoire. 

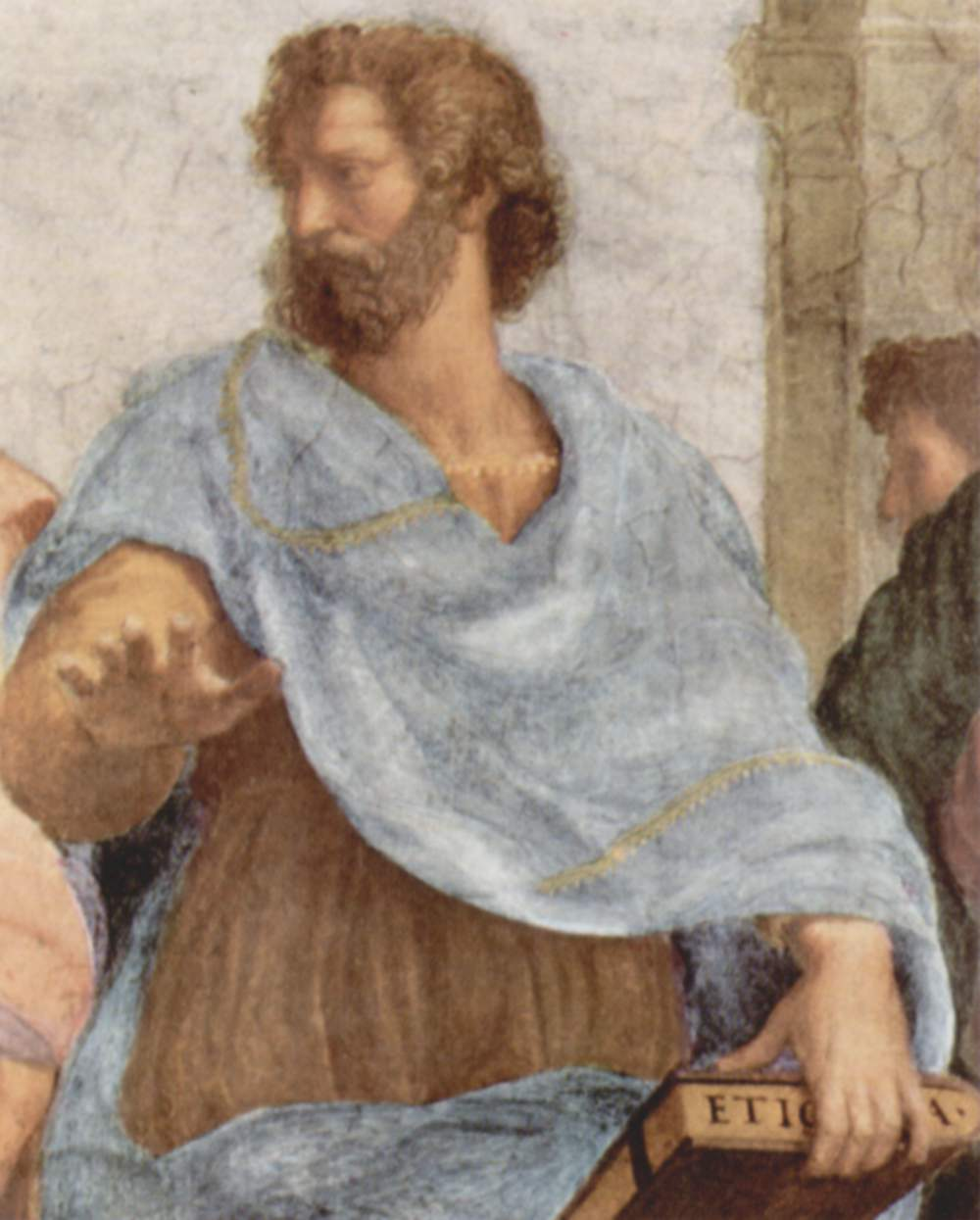
Aristote et l'Éthique désigne le monde sensible et immanent : rationalisme et empirisme..
(fresque vaticane de l'École d'Athènes).

## L'éthique dans l'Histoire

### L'éthique chez les Anciens
L'étymologie grecque du terme éthique (par opposition à l'étymologie latine de morale) renvoie à la philosophie grecque, que l'on peut considérer comme la source de la philosophie occidentale.
Il nous a paru en effet nécessaire d'intégrer les éléments les plus féconds de la philosophie de la Grèce antique, et en particulier de la pensée d'Aristote.
L'étude formelle de l'éthique commence dans la Grèce antique.
Les premiers à l'étudier furent les Présocratiques, puis surtout Socrate, qui peut être considéré comme le premier philosophe de l'éthique.
Platon est le penseur de l'Idée du Bien, en tant que lumière et possibilité d'accès à la connaissance.
Aristote, quant à lui, a donné à l'éthique une forme organisée et a apporté de nouvelles grilles conceptuelles. Aristote définit ainsi dans l'Éthique à Nicomaque, quatre causes, la plus importante à son sens étant la cause finale, qu'il développe dans la notion de téléologie. Pour lui, la règle d'or de l'éthique est la recherche du telos, de la cause finale, qui trouvera son accomplissement par la juste mesure, la recherche de la bonne moyenne, en vue du bonheur. Aristote considère l'éthique d'une manière plus anthropologique et naturaliste que Platon.
Ce fut ensuite Épicure et les épicuriens, ainsi que Zénon et les stoïciens qui s'intéressèrent au sujet.
Dans la période hellénistique, après l'effondrement de l'empire d'Alexandre le Grand, de nouvelles formes d'éthique apparaissent, tandis que la Grèce continentale intègre peu à peu le monde romain. Alors que les Romains privilégient l'action, les Stoïciens grecs privilégient eux la connaissance.
Chez les Stoïciens, l'éthique est la connaissance normative du comportement humain, dont la fin est la connaissance et l'action droites. Parmi les stoïciens, Épictète considère qu'il est vain pour un individu isolé de vouloir influer sur des événements que nous ne maîtrisons pas, et que nous ne devons nous sentir responsables que des événements sur lesquels nous pouvons avoir une influence.
Pour ces philosophes, il s'agit de connaître les normes de la nature, c'est-à-dire de la raison (car le monde physique est informé selon ses lois qui sont l'expression du divin). Cette connaissance est la sagesse, état de la psyché (âme) qui la rend en quelque sorte invincible. En ce sens, l'éthique suppose une maîtrise surhumaine des passions. Du point de vue des Anciens, cette maîtrise rapproche du dieu du monde.

### L'éthique dans la période carolingienne
Pendant la renaissance carolingienne, la pensée de Platon a été reprise par les humanistes de cette époque : Le Banquet, La République…

### L'éthique au bas Moyen Âge
Après la redécouverte de la philosophie d'Aristote aux XIe et XIIe siècles, et en particulier de sa métaphysique, les questions d'éthique ont été formalisées par Thomas d'Aquin au XIIIe siècle. Celui-ci a cherché à réconcilier le christianisme et la philosophie d'Aristote. Les questions d'éthique font l'objet de La Seconde Partie (Secunda Pars) de la Somme théologique.
L'idée de recherche de la juste mesure, que l'on percevait chez Aristote, se retrouve dans les grandes religions, christianisme, mais aussi bouddhisme…

### L'éthique dans la période moderne
Un grand vent de scepticisme s'ouvre dans cette période, sur la valeur de l'éthique que proposait l'Église dans la période antérieure. Dans le climat de la Réforme, les avancées de la science conduisent des personnalités comme Montaigne et Descartes à mettre en doute certaines affirmations traditionnelles de la période médiévale (affaire Galilée), jusqu'à remettre en question les causes finales telles qu'Aristote les avait présentées dans sa métaphysique.
Au début du XVIIe siècle, la casuistique est proposée dans l'enseignement catholique ainsi que chez les protestants pour étudier les cas de conscience. Ses excès sont dénoncés par Blaise Pascal dans les Provinciales (1656).
Un des philosophes de l'éthique dans la période classique est Baruch Spinoza (1632-1677), qui a vécu quelques décennies après Descartes. Spinoza a d'abord développé une théorie de la connaissance qui rattache d'emblée la connaissance rationnelle à une fin éthique : trouver « une joie éternelle » par la « connaissance de l'union du mental avec toute la nature » (§§ 1 et 13), à la différence de Descartes qui s'intéressait surtout aux applications techniques de sa philosophie. Dans l'Éthique, publiée en 1677, le philosophe développe sa conception du rapport à la fois intellectuel et affectif entre l'homme, le monde et un Dieu rationnellement conçu comme «étant absolument infini», autrement dit comme Nature. Son originalité est de situer la béatitude, ou joie éternelle, non dans une après-vie quelconque qu'il réfute, mais dans la conscience de l'éternité même de cette vie. Le « bien » y est défini comme «ce que nous savons avec certitude nous être utile», la connaissance rationnelle et intuitive l'étant au premier chef dans la mesure où elles nous indiquent comment inscrire notre action individuelle et collective dans l'amour de la liberté pour tous. Ainsi, la joie véritable n'est pas une récompense de la vertu mais la vertu elle-même (proposition ultime de l'Éthique).
Le Britannique Jeremy Bentham a orienté l'éthique vers la recherche de l'utilité sociale. Cette philosophie utilitariste s'oppose en fait au droit naturel et à la tradition du contrat social héritée de Jean-Jacques Rousseau.
Kant reviendra à une conception plus classique de l'éthique : il ne saurait y avoir de joie absolue que dans une hypothétique vie post-mortem, à titre de récompense de nos bonnes actions dans cette vie, car pratiquer la vertu ne rend pas nécessairement heureux. Cette vie après la vie terrestre restant du domaine de la foi, la morale commande cependant que l'on n'agisse que par devoir et non pas conformément au devoir pour obtenir une récompense quelconque.

### L'éthique dans la période contemporaine
Au XIXe siècle, l'éthique a fait l'objet de peu de travaux philosophiques. Le philosophe danois Søren Kierkegaard a écrit deux petits traités éthico-religieux (1849).
Il est certain que l'émergence et le développement dans toute la société en Europe et dans certaines parties du monde des idées positivistes et matérialistes pendant la Révolution industrielle, au XIXe siècle et dans la première moitié du XXe siècle ont contribué à déconsidérer la métaphysique (loi des trois états d'Auguste Comte, en accordant une valeur peut-être excessive aux sciences dites "exactes".
Une éthique simplement fondée sur une attitude altruiste (ce terme a été inventé par Auguste Comte) est insuffisante pour traiter de questions de fond : les référents de Comte ignorent complètement la philosophie antique.
Dans les pays anglo-saxons et d'Europe du Nord, est apparue une philosophie analytique, qui met l'accent sur l'utilitarisme. L'éthique est perçue comme relevant de l'utilité pour la société. Ce point de vue apparaît souvent comme plus pragmatique (William James), ou plus éclectique.
Les formes de sociologie qui en ont résulté ont rendu l'articulation entre les différentes sciences moins compréhensible. L'épistémologie, qui n'était pas clairement identifiée dans la philosophie grecque, s'est ainsi développée afin d'obtenir une meilleure visibilité sur l'apport des différentes sciences dans le développement humain.
En outre, la philosophie a sans doute perdu son découpage traditionnel, en s'intéressant à différents sujets, comme le temps, la conscience, la perception…
L'éthique conçue dans un sens perpendiculaire à la morale se vivrait d'abord comme une affaire personnelle, la conduite de chacun relevant ultimement de sa seule conscience individuelle.
Parallèlement, la valeur des sciences apparaît depuis le début du XXe siècle comme plus relative (Henri Poincaré et La Valeur de la Science).

## L'éthique aujourd'hui
Depuis quelques décennies, les enjeux de la société posent des questions d'éthique en raison de l'origine anthropique des risques contemporains, comme le changement climatique.
Face aux choix techniques en général, le philosophe allemand Hans Jonas place l'éthique dans le domaine de la responsabilité par rapport aux risques globaux que peut faire courir la techno-science par rapport à la société civile et aux générations futures. C'est ce qu'il développe dans Le Principe responsabilité (1979).
Le principe de précaution apparaît ainsi étroitement lié à l'éthique (c'en est une résultante).
Cette philosophie est à l'origine du courant de pensée qui se manifeste dans de nombreuses rencontres internationales touchant au développement durable et à ses enjeux collatéraux.
L’éthique de Hans Jonas n'est classée ni en philosophie continentale, ni en philosophie analytique.
Bien que le terme éthique n'apparaisse pas explicitement dans le titre de ses ouvrages, le philosophe Dominique Bourg a traité des aspects philosophiques et politiques des problèmes écologiques. Il a participé aux travaux de la commission Coppens pour la préparation de la charte de l'environnement.
Le philosophe Paul Ricœur aborde aussi les questions d'éthique, en rapport avec la responsabilité (éthique et responsabilité).